# Kamargaon
Kamargaon är en ort i Indien.   Den ligger i delstaten Maharashtra, i den centrala delen av landet, 900 km söder om huvudstaden New Delhi.